# Skuldergördel
Skuldergördel (latin: cingulum extremitatis superioris, "övre extremitetens bälte") är, i människans skelett, den ring av ben som vilar på bröstkorgens (thorax) övre del. 
Skuldergördeln består av kroppens två skulderblad (scapula) och två nyckelben (clavicula). Dess fyra ben ledar i sternoklavikularleden (art. sternoclavicularis) till bröstbenet (sternum) och i axelleden (articulatio humeri) till överarmsbenet (humerus). Skulderbladets muskler gör skuldergördeln mycket flexibel.
Skuldergördeln kallas ibland även "skulderringen".